# 周鹿敏
周鹿敏（1956年—），女，浙江海宁人，中国排球运动员。曾获得1981年世界盃女子排球赛冠军。